# The Tempest (film 1979)
The Tempest è un film del 1979 di Derek Jarman, basato sull'omonima commedia di William Shakespeare.

## Trama
Prospero, uomo colto e filosofo, vive con la figlia Miranda su un'isola desolata, in cui è stato esiliato da suo fratello (che usurpa il trono di Duca di Milano) e da Alonso, Re di Napoli. Il fato però concede a Prospero la possibilità di vendicarsi: aiutato dallo spirito Ariel, fa affondare la nave su cui si trova proprio Alonso con i due figli, Sebastiano e Ferdinando.
Ferdinando, ignaro della sorte degli altri, diventa prigioniero di Prospero e si innamora (ricambiato) di Miranda, figlia di Prospero. Frattanto, il Re e l'altro suo figlio Sebastiano, assieme al cuoco e ad un altro marinaio sopravvissuti, vagano per l'isola ed incontrano Calibano, il mostruoso schiavo di Prospero. Tutti e cinque complotteranno per ammazzarlo.